# Necropoli di Sorbara
La Necropoli di Sorbara è una necropoli dell'età del bronzo che si trova in località Campagnotti di Sorbara, frazione del comune di Asola, in provincia di Mantova.

## Descrizione
I sepolcri di questa necropoli sono 22, ubicati su un terrazzo della destra idrograﬁca del fiume Chiese. Le tombe sono quasi sempre senza corredo, eccetto tre che presentano un corredo costituito da oggetti di ornamento come collane di osso, conchiglie, spilloni di rame/bronzo e di osso.